# Damian McGinty
Damian Joseph McGinty, Jr. (Derry (Noord-Ierland), 9 september 1992) is een Iers acteur en zanger. Hij was vier jaar lid van de groep Celtic Thunder. In 2011 won hij de talentenjacht The Glee Project en kreeg hij een gastrol toebedeeld in de televisieserie Glee.

## Levensloop
McGinty is een zoon van Damian McGinty, Sr. en Joanne McGinty. Op zesjarige leeftijd won hij zijn eerste zangwedstrijd en ook in 2006 won hij een wedstrijd. In 2007 nam hij een cd op voor het goede doel. Deze kwam in handen van Sharon Browne, die de muziek van Celtic Thunder produceerde, en componist Phil Coulter, die McGinty uitnodigde om mee te zingen. Zo werd hij op veertienjarige leeftijd lid van deze groep. Hij toerde door Canada en de Verenigde Staten. In 2011 verliet hij de groep toen hij The Glee Project won. Hij deed via MySpace auditie met het liedje "Lean On Me" van Bill Withers. Hij werd met elf anderen geselecteerd. In de finale zong hij het liedje "Beyond the Sea". Samuel Larsen en McGinty wonnen beiden een gastrol en mochten in zeven afleveringen van Glee meespelen. McGinty was voor het eerst te zien in de vierde aflevering van het derde seizoen, getiteld "Pot o' Gold". Hij speelde de rol van Rory Flanagan, een uitwisselingsstudent die bij de familie van Brittany S. Pierce verblijft. Het geplande aantal van zeven afleveringen werd later uitgebreid.

## Discografie

### Celtic Thunder
- The Show (2008)
- Act Two (2008)
- Take Me Home (2009)
- It's Entertainment! (2010)
- Christmas (2010)
- Heritage (2011)
- Storm (2011)[4]

### Glee
- Glee: The Music, The Christmas Album Volume 2
- Glee: The Music, Volume 7

### Ep's
- Damian McGinty - EP (2012)[10]

## Film en televisie
| Jaar       | Titel                      | Rol           | Opmerkingen                                   |
| ---------- | -------------------------- | ------------- | --------------------------------------------- |
| 2011       | The Glee Project           | Zichzelf      | Winnaar (10 afleveringen)                     |
| 2011–heden | Glee                       | Rory Flanagan | Seizoen 3: terugkerende rol (17 afleveringen) |
| 2011       | Glee: The 3D Concert Movie | Zichzelf      | Kleine cameo als publiek                      |
| 2012       | The Glee Project 2         | Zichzelf      | Gastrol in videoclip (aflevering 11)          |